# Torneo Mario Correa Letelier 2022
El Torneo Mario Correa Letelier 2022 fue la vigésimo primera edición de la competencia de atletismo organizada por el Club Atlético Santiago, en homenaje a un destacado dirigente deportivo de Chile. Se desarrolló entre el 22 y 23 de abril de ese año en el Complejo Eliana Gaete Lazo. El torneo formó parte del calendario oficial de la Asociación Atlética Regional Metropolitana en 2022, afiliada a la Federación Atlética de Chile. El ganador del torneo fue Atlético Santiago.

## Hitos
Se destacaron los triunfos de deportistas chilenas de trayectoria nacional e internacional, como Ivana Gallardo de Universidad Católica en lanzamiento de bala con 15.86, y Karen Gallardo de Atlético Santiago en lanzamiento de disco con 58.16. En varones, se impuso Lucas Nervi de Atlético Santiago en lanzamiento de disco con 63.61.

## Resultados
Se reseñan los puntajes de los cinco primeros lugares del torneo.
| Posición | Club                 | Puntaje |
| -------- | -------------------- | ------- |
| 1.º      | Atlético Santiago    | 1654    |
| 2.º      | Universidad Católica | 1620    |
| 3.º      | Atlético Francés     | 242     |
| 4.º      | Club Manquehue       | 201     |
| 5.º      | Ejército de Chile    | 178     |